# Pardosa prosaica
Pardosa prosaica là một loài nhện trong họ Lycosidae.
Loài này thuộc chi Pardosa. Pardosa prosaica được Ralph Vary Chamberlin & Wilton Ivie miêu tả năm 1947.